# Bathyplotes natans
Bathyplotes natans is een zeekomkommer uit de familie Synallactidae.
De wetenschappelijke naam van de soort werd in 1868 als Holothuria natans gepubliceerd door Michael Sars. In 1896 was Hjalmar Östergren de eerste die de soort in het geslacht Bathyplotes plaatste.

## Synoniemen
- Stichopus tizardi Théel, 1882
- Stichopus pourtalesii Théel, 1886
- Bathyplotes fallax Östergren, 1896
- Herpysidia reptans R. Perrier, 1898
- Bathyplotes reptans R. Perrier, 1902
- Bathyplotes assimilis Koehler & Vaney, 1905
- Bathyplotes papillosus Koehler & Vaney, 1905
- Bathyplotes patagiatus Fisher, 1907
- Bathyplotes bipartitus Hérouard, 1912
- Bathyplotes östergreni Ohshima, 1915
- Bathyplotes heterostylides Heding, 1942